# Bathyraja parmifera
Bathyraja parmifera es una especie de pez de la familia de los Rajidae en el orden de los Rajiformes.

## Morfología
Los machos pueden llegar a alcanzar los 129 cm de longitud total y 18,2 kg de peso.

## Reproducción
Es ovíparo y las hembras ponen huevos envueltos en una cápsula córnea.

## Hábitat
Es un pez marino y de aguas profundas que vive entre 20 y 1450 m de profundidad.

## Distribución geográfica
Se encuentra en el océano Pacífico norte: desde el mar de Bering hasta el sureste de Alaska.

## Observaciones
Es inofensivo para los humanos.